# Hildegard Margis

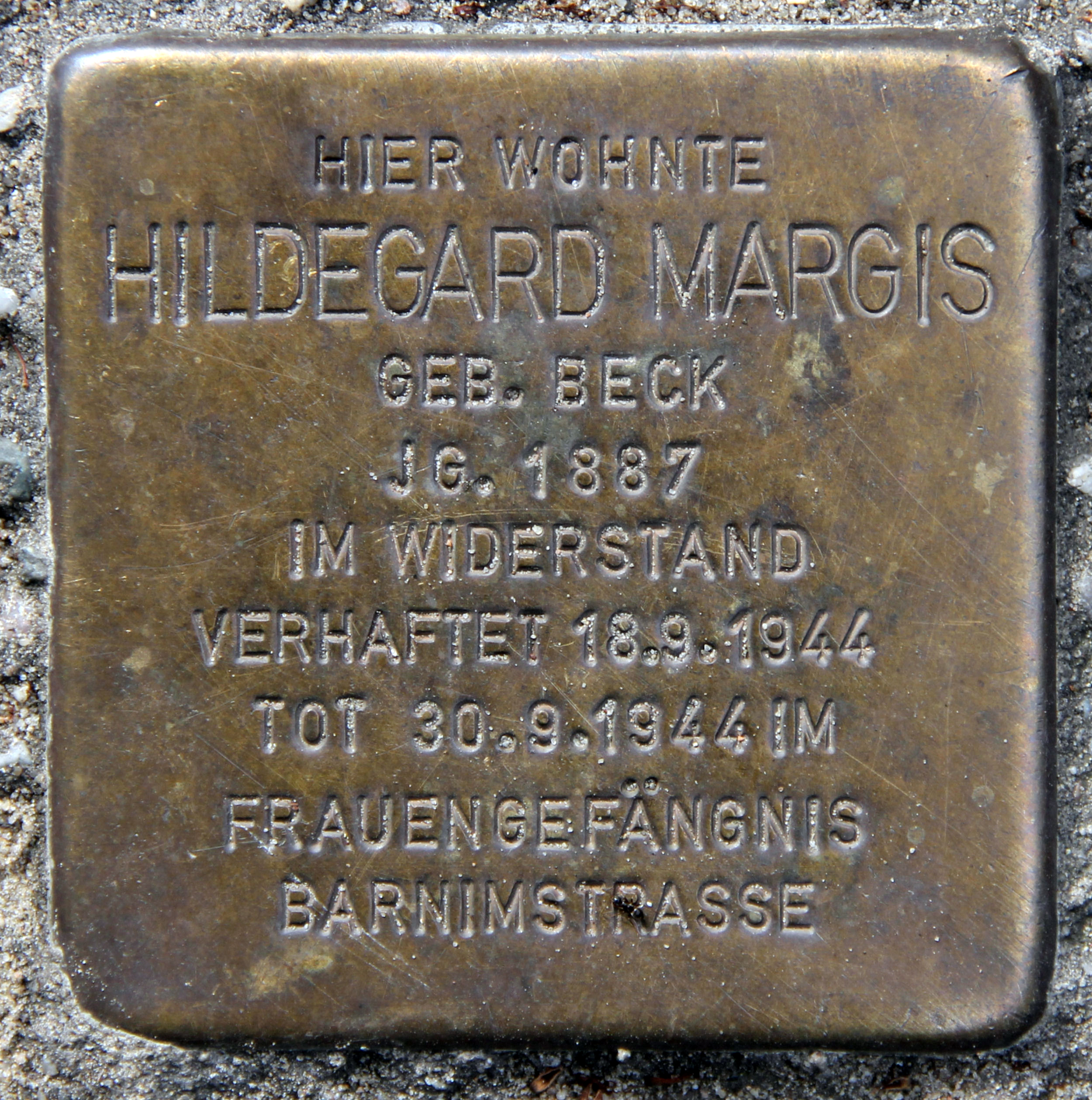
Stolperstein, Lyckallee 28, in Berlin-Westend

Hildegard Hedwig Margis, geborene Beck (* 31. Mai 1887 in Posen; † 30. September 1944 in Berlin), war eine deutsche Frauenrechtlerin, Autorin und  Widerstandskämpferin gegen den Nationalsozialismus. Ihre Enkelin ist die Kulturwissenschaftlerin Christina von Braun.

## Leben
Hildegard Margis’ Mutter war jüdischen Bekenntnisses, ihr Vater katholischer Konfession. Sie erhielt eine Ausbildung als Lehrerin. 1913 heiratete sie Paul Margis, der 1918 in einem Feldlazarett in Frankreich verstarb. Der Tod ihres Mannes machte sie zur erklärten Kriegsgegnerin.
Als Witwe lebte sie mit zwei kleinen Kindern zunächst am Rande des Existenzminimums in Berlin. Mit Hilfe ihrer Schreibmaschine und einem Geschenk von 5 $, das ihr eine US-amerikanische Freundin des Ehepaars zukommen ließ, konnte Hildegard Margis eine Büroausstattung erwerben sowie viel Papier, das die Basis für Informationsblätter war, auf denen sie hauswirtschaftliche Ratschläge drucken ließ, die gegen Entgelt versendet wurden. Sie tat sich mit anderen Hausfrauen zusammen, um auch deren Expertise einzubeziehen und konnte bald ein Büro am Landwehrkanal anmieten, in denen moderne Haushaltsgegenstände ausgestellt und deren Handhabung erklärt wurden. Herstellerfirmen wurden so aufmerksam und holten Informationen ein, die sich aus dem Gebrauch der Geräte im Alltag ergaben. So entstand in kurzer Zeit ein erfolgreiches Unternehmen zur Verbraucherberatung. Der gesellschaftliche Fortschritt durch das Frauenwahlrecht, der ökonomisch-technische Fortschritt durch die Entwicklung und Serienfertigung moderner Haushaltsgeräte sowie die Einschränkung vieler Männer aufgrund von erlittenen Folgen aus dem Ersten Weltkrieg ließen den Frauen neue Aufgaben zukommen, für die diese informiert, geschult und unterstützt werden mussten. Dies gab den Anlass, eine Zeitschrift für Verbraucherinformationen herauszugeben, aus dem der Hauswirtschaftliche Einkaufs-, Beratungs- und Auskunftsdienst (Heibaudi) entstand, Vorläufer der heutigen Verbraucherzentralen. Der Verein Heibaudi wurde von der NS-Staatsbürokratie übernommen, umfunktioniert und später aufgelöst.
Die politischen Parteien wurden auf Hildegard Margis und ihr Hausfrauennetzwerk bereits viel früher aufmerksam. Frauen wurden durch das Wahlrecht bereits Anfang der 1920er Jahre zu einem wichtigen Faktor des wahltaktischen Kalküls. Gustav Stresemann suchte Kontakt zu Hildegard Margis und warb sie für die Deutsche Volkspartei. Der für sie vorgesehene Listenplatz reichte dann zwar nicht für ein Mandat im Reichstag, aber Hildegard Margis wurde in der Kommunalpolitik aktiv. Im Frühling 1922 wurde sie in die Bezirksverordnetenversammlung von Berlin-Charlottenburg gewählt. Sie saß in den Ausschüssen für das Gesundheits- und Ernährungswesen und war zuständig für die höheren Lehranstalten. Außerdem wurde sie in den Vorstand zahlreicher Wohltätigkeitsorganisationen gewählt und zum Mitglied des Reichswirtschaftsrates ernannt.
1928 gründete Hildegard Margis zusammen mit der Deutschen Verlags-Anstalt den Verlag für Hauswirtschaft, der Kochbücher und Expertisen zu Haushaltsfragen editierte. 1930 schloss sie einen Vertrag mit dem Ullstein Verlag, sie erhielt im Verlagshaus eigene Büroräume und gab eine Reihe von Texten zu Frauenfragen heraus. Sie berichtete im Radio und in gedruckten Publikationen über „Amerikanische Maßnahmen zur Rationalisierung des Haushaltes“.

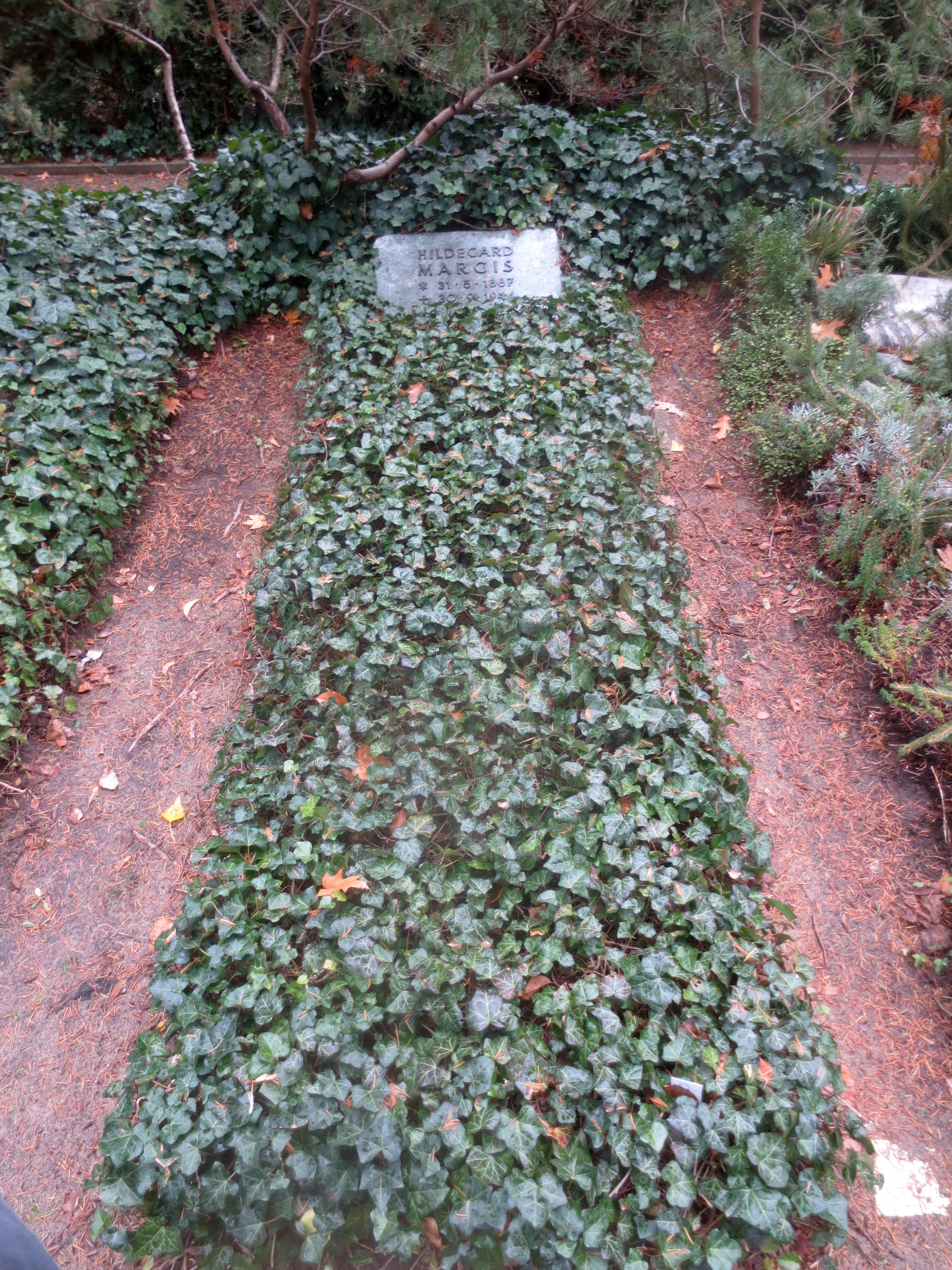
Grab von Hildegard Margis auf dem Friedhof Heerstraße in Berlin-Westend

Als die Nationalsozialisten an die Macht kamen, sorgte sie dafür, dass ihre Kinder in Sicherheit kamen. Ihr Sohn Hans emigrierte 1936 nach London und leistete Widerstand, indem er Emigranten half, Geld und Schmuck nach London zu schmuggeln. Als „Enemy Alien“ wurde er während des Krieges nach Australien deportiert und blieb dort. Ihre Tochter Hilde heiratete den Diplomaten Sigismund von Braun und ging nach Addis Abeba. Mit den von Brauns verstand sich die „Halbjüdin“ Hildegard Margis anfangs schlecht. Nachdem sie sich der Bewegung Freies Deutschland angeschlossen hatte, suchte sie allerdings den Kontakt zu Magnus von Braun und seiner Familie, um Informationen über deren Sohn Wernher von Braun und das NS-Raketenprogramm zu erhalten. Das so erlangte Wissen über den Bau der V-Waffen gab sie an Franz Jacob und Anton Saefkow weiter. Über Arvid Lundgren, Chauffeur bei der schwedischen Botschaft in Berlin, gelangten diese Informationen auch nach Schweden.
Am 12. September 1944 wurde Hildegard Margis verhaftet. Zwölf Tage danach starb sie im Frauengefängnis Barnimstraße im Alter von 57 Jahren an den Folgen der Folter durch die Gestapo. Ihre Sterbeurkunde gibt als Todesursache Fettleibigkeit und Herzschwäche an.
Das Grab von Hildegard Margis befindet sich auf dem landeseigenen Friedhof Heerstraße in Berlin-Westend. Grablage: 6-Cb-34.

## Schriften (Auswahl)
- (mit Maria Jecker) Das deutsche Kochbuch. Frauendienst-Verlag: Berlin 1933
- (mit Karl Mahler) Teilung und Umbau von Wohnungen. Deutsche Verlagsanstalt: Stuttgart/Berlin 1932
- (Erna Meier) Macht Euch endlich frei – von der Haushalt-Sklaverei! Der vereinfachte Haushalt und wie man ihn zeitgemäss führt. Hausfrauen, der halbe Tag gehört Euch! Ullstein-Verlag: Berlin 1930
- Hausfrau und Maschine in ihrer Zusammenarbeit. Paris 1929
- Die erfolgreiche Hausfrau. Berlin 1929
- Haushalt und Wirtschaft. Ratschläge für eine rationelle Haushaltführung. Schriftenverlag Deutscher Hausfrauen: Berlin 1928

## Ehrungen
- Vor ihrem letzten Wohnhaus in der Lyckallee in Berlin-Charlottenburg wurde 2008 ein Stolperstein verlegt.[5]